# Långnäbbad marmoralka
Långnäbbad marmoralka (Brachyramphus perdix) är en fågel i familjen alkor inom ordningen vadarfåglar. Fågeln har en benägenhet att sprida sig långt utanför sitt normala utbredningsområde och har påträffats vid flera tillfällen i både Europa och Nordamerika. Den behandlades tidigare som underart till marmoralkan.

## Utseende
Långnäbbad marmoralka är en 25 cm lång rätt satt alka med smal svart näbb och spetsiga vingar. I vinterdräkt är den vit undertill med svart hätta, nacke, vingar och rygg. I häckningsdräkt är den huvudsakligen brun med blekare fjäderspetsar, vilket skapar ett fjällikt mönster. Undersidan, vanligen under vattenlinjen på en simmande fågel, är vit.
Långnäbbad marmoralka är mycket lik marmoralka. Jämfört med marmoralka har den längre näbb, vit ögonring samt är större och 20 % tyngre. I häckningsdräkt är strupen blek och fjällmönstret är svagare. I vinterdräkt saknar den det vita halsbandet som marmoralkan har.

## Utbredning
Långnäbbad marmoralka förekommer i nordöstra Asien från Kamtjatkahalvön och Ochotska havet till Hokkaido. De flesta fåglar övervintrar i havet kring norra Japan, några till Sydkorea och södra Japan. 
Fågeln är känd för att sprida sig både långt och till platser man normalt inte associerar med alkor. Från Nordamerika finns ett 40-tal fynd, hälften av dem från Stillahavskusten där den förväntas, medan resten har setts österut till Florida, Pennsylvania, New Jersey, New York, Massachusetts, North Carolina, South Carolina och Newfoundland, liksom på sjöar och i floder flera hundra kilometer från havet i Colorado, Indiana, Montana, Ohio, Kentucky, Tennessee, Arkansas, Wyoming och Kansas.
I Europa gjordes det första fyndet på ett högst oväntat ställe. Den hittades död i ett fiskenät vid Zürichsjön i Schweiz i december 1997. Den har sedermera setts i Devon i England 2006 och i ett vattenreservoar i Rumänien senare samma år.

## Systematik
Långnäbbad marmoralka och marmoralka betraktades som samma art fram till 1998 när studier visade att den genetiskt stod närmare brunalka. Den behandlas som monotypisk, det vill säga att den inte delas in i några underarter.

## Levnadssätt
Arten lever huvudsakligen av småfisk, både till havs och närmare land i skyddade vikar. Den tenderar att flytta längre sträckor än marmoralkan. Liksom marmoralkan har den för alkor ett ovanligt häckningsbeteende. Den häckar nämligen inte i kolonier eller ens nära havet, utan istället i gamla barrskogar långt inåt land. Den lägger ett ägg på en tjock lav- eller mossbeklädd gren eller i en bohåla. Ägget värps i en månad, varefter ungen matas i 40 dagar. Den flygga ungen tar sig ensam till havet. Häckningsframgången är relativt sett låg och dödligheten bland ungarna hög.

## Status och hot
Internationella naturvårdsunionen kategoriserar arten som nära hotad efter att den har minskat i antal de senaste decennierna. De största hoten mot arten är förstörelsen av gammelskog, fiskenät och utsatthet för oljeutsläpp.